# Molorchus liui
Molorchus liui là một loài bọ cánh cứng trong họ Cerambycidae.